# Sannantha cunninghamii
Sannantha cunninghamii är en myrtenväxtart som först beskrevs av Johannes Conrad Schauer, och fick sitt nu gällande namn av Peter G.Wilson. Sannantha cunninghamii ingår i släktet Sannantha och familjen myrtenväxter.
Artens utbredningsområde är New South Wales. Inga underarter finns listade i Catalogue of Life.